# دیپرتس
دیپرتس (به آلمانی: Dipperz) یک شهر در آلمان است که در فولدا واقع شده‌است. دیپرتس ۳٬۳۳۴ نفر جمعیت دارد.